# George Beurling
George Frederick „Screwball“ Beurling (6. prosince 1921 – 20. května 1948) byl nejúspěšnější kanadský stíhací pilot druhé světové války. Během své služby na Maltě sestřelil 27 letadel Osy, během pouhých 27 dnů, čímž si vysloužil označení jako "Sokol Malty" nebo "Rytíř Malty" a "Nejslavnější kanadský hrdina Druhé světové války". Byl jedním z nejtalentovanějších leteckých Es druhé světové války. Byl známý jako individualista, podivín, neschopný týmové práce, zato výborný střelec a letec.

## Mládí a výcvik
Narodil se ve Verdunu (dnes součást Montrealu). Létání bylo od raného mládí jeho jediným koníčkem. Když se chtěl přihlásit dobrovolně na službu do Finska, jeho rodiče mu to zakázali. Navíc nesplňoval podmínky RCAF, s odůvodněním nedostatku vzdělání. Tak se rozhodl odcestovat do Anglie, s úmyslem vstoupit do RAF. Tam byl přijat v září 1940.
I přes problémy s nekázní ve vzduchu, se mu podařilo dostat k OTU (Jednotka bojového výcviku – Operational Training Unit) v Hawardenu. Tam mu byl vzorem vynikající pilot a instruktor "Ginger" Lacey, jehož skóre tehdy činilo 27 sestřelů. Během výcviku se Beurling ponořil do studia letecké střelby: odhadování vzdálenosti cíle, předsazení, trajektorie kulky a snos. Usilovným studiem se vše naučil dělat a automaticky a podvědomě. Létání a střelba se pro něj staly jedním pojmem.

## Druhá světová válka
Po výcviku byl krátce u 403. a 41. perutě. Tam se podílel na hlídkových letech nad konvoji, ale i na velkých operacích "Circus" nad Evropou. Prvního sestřelu dosáhl v roce 1942, letounu Fw 190. Jeho další sestřel, při kterém opustil formaci a nechal tak svého vedoucího nekrytého mu přinesl špatnou reputaci. Byl u perutě nepopulární a tak využil první příležitost k přeložení.
Dne 6. června 1942 odletěl z letadlové lodě Eagle a přistál na Maltě, zrovna v čase krátké přestávky bojů. Proto se v prvním měsíci nedostal téměř do akce. Až 6. července, se dostal do bitvy. Poškodil bombardér Cant a sestřelil dva stíhací stroje MC.202. Během svého působení sestřelil 27 nepřátelských letadel. Dodnes to je rekord sestřelů v jedné akci.
Dne 14. října by Beurling nucen ignorovat nepřátelského stíhače, když spěchal na pomoc svému spolubojovníkovi, jeho Spitfire byl sestřelen a on zraněn. Pak se vrátil do Anglie.

## Po Maltě
Po Anglii se vrátil do rodného Verdunu. Při příjezdu se konalo uvítání na jeho počest, protože teď byl Beurling velký válečný hrdina. Na uvítání přišlo okolo 10 000 lidí, i přes to že bylo chladno a pršelo. Na uvítání přišel i důstojník z RCAF, který uvedl, že udělali chybu, když před lety Beurlinga nepřijali. Beurling měl krátkou řeč, když byl vyzván, aby promluvil, avšak byl po válečných zkušenostech rozrušený a necítil se na komunikaci s publikem. Je velice pravděpodobné že trpěl poválečným stresem. I v tisku působil dojmem chladnokrevného profesionálního zabijáka.
Po úplném fyzickém zotavení byl poslán pomáhat s prodejem válečných dluhopisů. Objevoval se ve školách, vojenských táborech a továrnách, ale byl špatným řečníkem a nesnášel tuto nudnou práci. Na konci této prodejní kampaň, v dubnu roku 1943, potkal Dianu Whitallovou. Vídali se spolu, o 14 měsíců později se vzali.
Na jaře 1943 byl schopný se vrátit do služby. Vrátil se do Anglie, kde dělal učitele střelby. Bohužel, neměl s učením trpělivost a chtěl se co nejdřív vrátit do akce. V RAF už více štěstí neměl a byl přesunut do RCAF. Tam létal pod vedením Hugha Godefroye. Pro nekázeň byl přeřazen do 412 letky. Tam byl přijat leteckým komandérem McNairem, který již dříve Beurlinga odmítl pro neschopnost pracovat v týmu, ale v letce byl nedostatek zkušených pilotů. Tam Beurling získal svůj poslední sestřel. Po tom už mělo vedení dost jeho výstřelků a problémů se spoluprací a byl propuštěn.
Beurling ještě zkoušel aplikovat u USAAF, ale nebyl přijat.

## Poválečné období a smrt
Beurling byl ztracený bez vzrušení z boje a označení, co získal. Nevzali ho u komerčních aerolinek, z důvodů strachu z pádu letadla a odstrašení zákazníků. Skončil u žebrání v ulicích Montrealu. Také jeho manželství skončilo roku 1944.
Ke konci roku 1947 byl pozván do Izraele, létat s letadlem P-51, ve válce s Palestinou. Nikdy se už do bitvy nevrátil. Jeho dopravní letadlo při přistávání v Římě havarovalo, při čemž Beurling zahynul. V Římě se konal velký pohřeb, přišel velký počet židů vzdát mu respekt, za to že zahynul při pokusu o obranu jejich země. Jeho hrob byl po dvou letech přesunut do Izraele, kde byl pohřben na hřbitov pod pohoří Karmel, jako izraelský válečný hrdina.

## Osobnost a vlastnosti
George Beurling byl známý jako nedisciplinovaný individualista. Nebyl navyklý týmové práci, nejlépe mu sedělo bojovat sám. Ale tento hendikep kompenzovaly jeho nadprůměrné letecké schopnosti. Beurling byl vynikající střelec, dokázal zasahovat nepřátelská letadla s vysokou přesností. Měl vynikající zrak, a své schopnosti rozvinul vytrvalým tréninkem. Většinu svých nepřátel sestřelil jednou dávkou z kulometu. Avšak byl nadprůměrný i v jiných ohledech: nekuřák, abstinent, nehrál hazardní hry a snažil se neklít – místo toho se naučil používat slovo "screwball" (cvok), které používal místo nadávek.